# ولسوالی جلریز
جَلریز یکی از ولسوالی‌های ولایت میدان وردک در خاور افغانستان است. مرکز این ولسوالی در ۶۲٫۹ کیلومتری جنوب غربی کابل واقع شده، که شاهراه کابل-بهسود از وسط آن می‌گذرد. جمعیت آن در سال ٢۰٢۰ میلادی، ۵٩٬٩٢۰ نفر اعلام شده‌است. این ولسوالی یکی از تولیدکنندگان عمده کچالو و سیب است.

## تاریخ
جلریز در جاده ابریشم بین کابل و بامیان قرار دارد. باور بر اینست که نام جلریز از کلمه دری جل یا جلا به معنی درخشنده و پسوند ریز به معنی پاشیدن گرفته شده‌است. احتمال بر آنست که این نام با دو رود که در آن جاریست مرتبط باشد.
در ١٩٧٩ نظر به موقعیت جغرافیایی و استراتیژیک آن، جلریز توسط مجاهدین گرفته شد. این تهاجم با واکنش سریع حکومت وقت مواجه شده و ۶۰-٧۰ تن از مجاهدین کشته شدند که در نتیجه دست مجاهدین از جلریز کوتاه شد. در جریان جنگ‌های داخلی افغانستان ١٩٩٢-٩۶ دوباره به دست مجاهدین افتاد و از ١٩٩۶-٢۰۰١ در دست طالبان بود. از ٢۰۰١ به بعد همزمان با تهاجم آمریکا و تشکیل حکومت موقت جلریز دوباره به دست نیروهای دولتی افتاد. در ٢۰۰۶ طالبان به مرکز ولایت میدان (کوته اشرو) نیز حمله کردند. بر بنیاد کتاب بررسی سالانه اداره ثبت و احوال نفوس افغانستان در ٢۰١٩, ٥٧,٨٧۰ نفر در جلریز ساکن هستند.

## جغرافیا
جلریز در مرکز-شرق از مرکز میدان وردک (میدان شهر) واقع شده‌است و در فاصله ۶٢. ٩ کیلومتری جنوب غرب شهر کابل قرار دارد. این ولسوالی از شمال به ولایت پروان، از غرب به ولسوالی حصه اول بهسود، از جنوب غرب به ولسوالی دای میرداد، از جنوب شرق به ولسوالی نرخ و میدان شهر و از غرب به ولایت کابل محدود است. ولسوالی به‌شکل یک دره اصلی به فاصله ٣٧ کیلومتر از غرب به شرق و دیگر دره‌های فرعی افتاده‌است. دریای اصلی آن دریای سرچشمه است، (اسم بخش علیای دریا کابل) که از کوتل اونی سرچشمه می‌گیرد.

## تقسیمات اداری
این ولسوالی به پنج حوزهٔ اداری زیر تقسیم گردیده‌است:
- جلریز
- زَیوُلات
- سنگْلاخ
- تَکانه
- سرچِشمه

## مردم
جلریز سکونتگاه عمدهٔ یکی از اقوام افغانستان، مردمان هزاره هستند. پشتون‌ها و تاجیک‌ها به‌صورت اقلیت در درهٔ جلریز و میدان‌شهر ساکن هستند.

## اقتصاد و امکانات

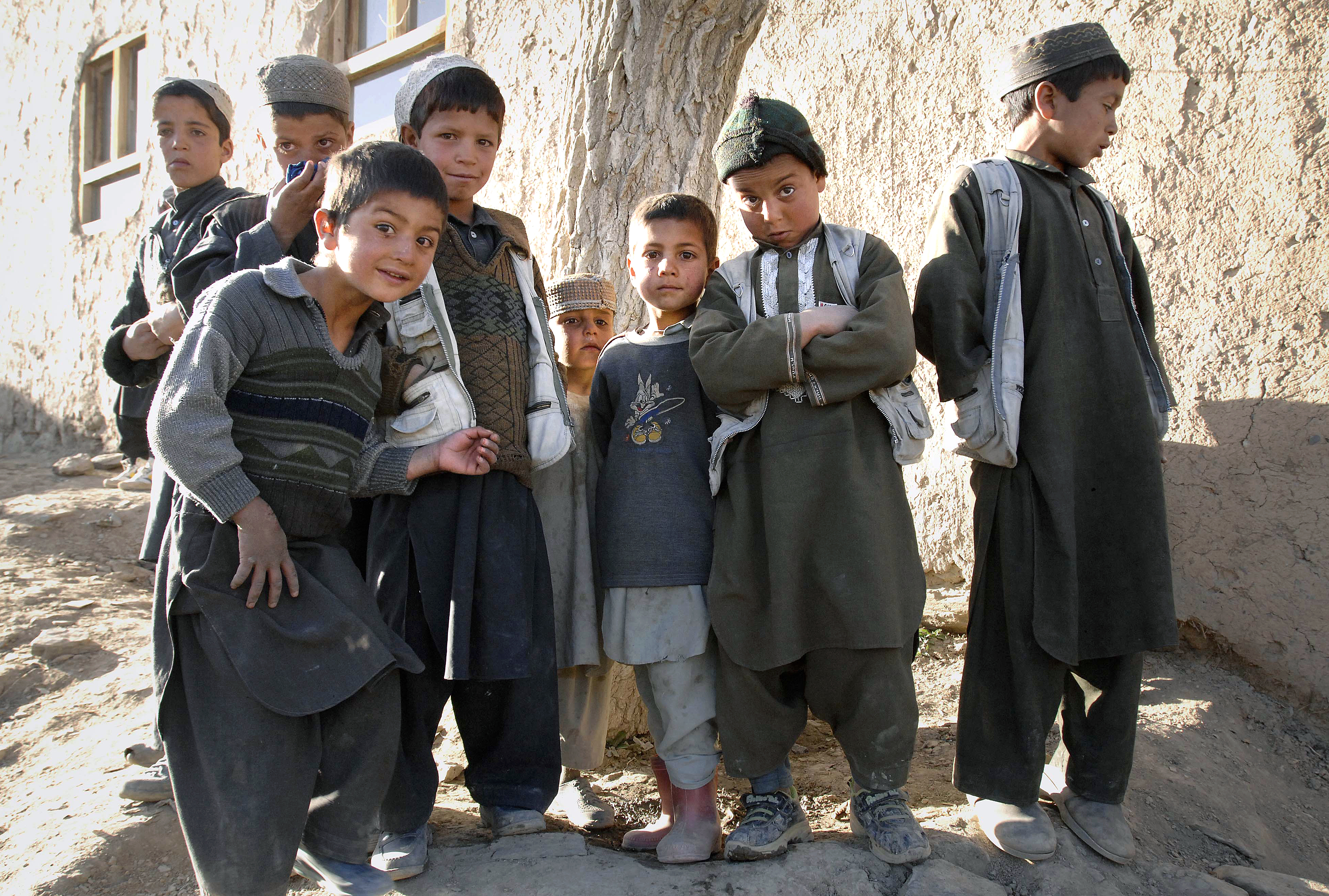
گروهی از بچه ها در دره جلریز در وردک افغانستان

جلریز یکی از تولیدکنندگان عمدهٔ کچالو و سیب در افغانستان است. همین‌طور گندم، زردآلو، لوبیا، چهارمغز، زردک، بادام، پیاز و …. به اندازهٔ رفع احتیاج کشت و پرورش داده می‌شوند. بر اساس آمار سال ٢۰۰٨، به تعداد ١٣۴٬٧۰۰ رأس مواشی در درهٔ جلریز موجود بود، که ۵۰٬۰۰۰ رأس آن گوسفند آن را گوسفند تشکیل داده بود.
در ٢۰١٨، ٩ باب مکتب به‌درجهٔ لیسه، ١١ باب مکتب متوسطه، و ٨ باب مکتب ابتداییه در ولسوالی وجود داشت که توسط بودجهٔ وزارت معارف و به همکاری شوراهای مردمی ایجاد شده بودند. بر اساس گزارش‌ها، در این ولسوالی ۳۵۱ معلم که ۴١ معلم آن زنان است، تدریس می‌کنند. ۵ کلینیک صحی عالی، ٣ کلینیک صحی متوسطه و یک کلینیک صحی ابتدایی در جلریز مشغول به فعالیت هستند، که همه توسط کمیتهٔ سوئد برلی افغانستان تأسیس و به بهره‌برداری سپرده شده‌است.<"ref name="AAN>

## حمل و نقل
جاده اصلی ارتباطی جلریز شاهراه کابل-بهسود است که درست از وسط ولسوالی می‌گذرد. تمامی جاده‌های این ولسوالی آسفالت شده هستند.

## افراد مشهور
- سمیرا اصغری (زادهٔ ١٩٩۴)، عضو کمیته ملی المپیک افغانستان.[۵]